# Justhmajor megállóhely
Justhmajor megállóhely egy Békés vármegyei vasúti megállóhely, Gádoros településen, a MÁV üzemeltetésében. A település közigazgatási területének déli peremén, az orosházai városhatár közvetlen közelében, a 4407-es út mentén.

## Vasútvonalak
A megállóhelyet az alábbi vasútvonalak érintik:
- Kiskunfélegyháza–Orosháza-vasútvonal

## Kapcsolódó állomások
A megállóhelyhez az alábbi állomások vannak a legközelebb:
- Gádoros vasútállomás
- Szentetornya megállóhely

## Forgalom
| Járat        | Útvonal | Gyakoriság |
| ------------ | --- | ---------- |
| személyvonat | Szentes – Dónát – Pusztatemplom – Fábiánsebestyén – Újváros – Gádoros – Justhmajor – Szentetornya – Gyopárosfürdő – Orosháza | Napi 3 pár |